# 科萬

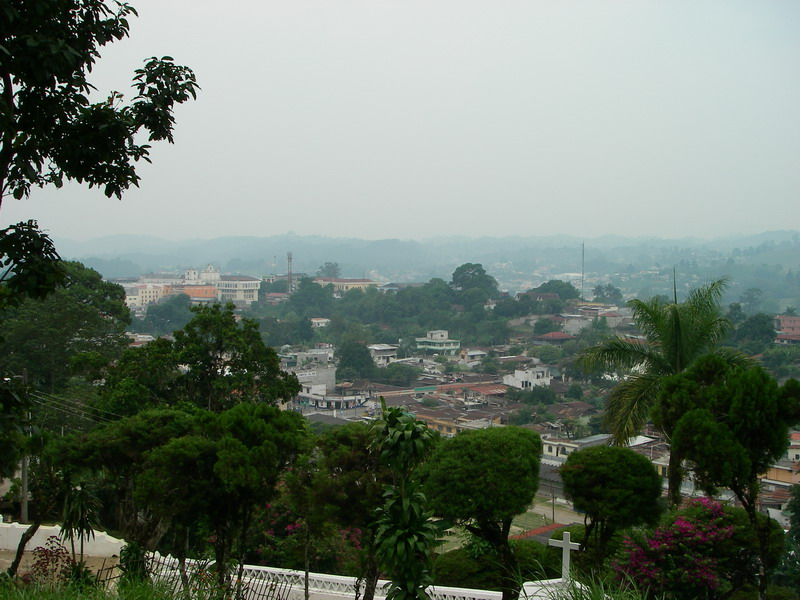
科班

科萬是危地馬拉的城市，也是上維拉帕斯省的首府，位於該國中部，距離首都危地馬拉市219公里，始建於1543年8月4日，面積2,132平方公里，海拔高度1,320米，2005年人口93,633。

## 外部連結
- Cobán municipality （页面存档备份，存于） (in Spanish)